# Telmatobius timens
Telmatobius timens es una especie de anfibio anuro de la familia Telmatobiidae.

## Distribución geográfica
Esta especie se encuentra entre los 3450 y 3750 m sobre el nivel del mar en:
- la provincia de Franz Tamayo en el departamento de La Paz en el oeste de Bolivia;
- la ladera norte del Paso Abra Acanacú, en la provincia de Paucartambo, en la región de Cuzco, en el sureste de Perú.[3] Se supone su presencia entre estos dos sitios remotos de 300 km.

## Publicación original
- De la Riva, Aparicio & Ríos, 2005: New Species of Telmatobius (Anura: Leptodactylidae) from Humid Paramo of Peru and Bolivia. Journal of Herpetology, vol. 39, n.º 3, p. 409-416.[4]